# Utetheisa butleri
Utetheisa butleri är en fjärilsart som beskrevs av Dyar 1914. Utetheisa butleri ingår i släktet Utetheisa och familjen björnspinnare. Inga underarter finns listade i Catalogue of Life.